# Pascal Mancini
Pascal Mancini (Friburgo, 18 aprile 1989) è un velocista svizzero.

## Biografia
Ha partecipato ai Mondiali juniores 2008, agli Europei indoor 2009 ed ai Mondiali indoor 2010, senza qualificarsi per la finale. Ha fatto parte della staffetta 4x100 m agli Europei juniores 2007, finendo quarto, e ai Mondiali 2009.
I suoi primati personali sono 6"60 sui 60 m, 10"20 sui 100 m e 20"96 sui 200 m. Inoltre detiene il record svizzero sui 50 m, della staffetta 4×100, della staffetta 4×200.

## Palmarès
| Anno | Manifestazione    | Sede       | Evento      | Risultato        | Prestazione | Note                                     |
| ---- | ----------------- | ---------- | ----------- | ---------------- | ----------- | ---------------------------------------- |
| 2008 | Mondiali juniores | Bydgoszcz  | 100 m piani | Semifinale       | 10"67       |                                          |
| 2009 | Europei indoor    | Torino     | 60 m piani  | Semifinale       | 6"71        |                                          |
| 2009 | Europei under 23  | Kaunas     | 100 m piani | Batteria         | 10"61       |                                          |
| 2009 | Europei under 23  | Kaunas     | 200 m piani | Batteria         | 21"41       |                                          |
| 2009 | Europei under 23  | Kaunas     | 4x100 m     | 6º               | 39"73       |                                          |
| 2009 | Mondiali          | Berlino    | 4x100 m     | Batteria         | 39"47       |                                          |
| 2010 | Mondiali indoor   | Doha       | 60 m piani  | Semifinale       | 6"70        |                                          |
| 2010 | Europei           | Barcellona | 4×100 m     | 4º               | 38"69       |                                          |
| 2011 | Europei indoor    | Parigi     | 60 m piani  | Semifinale       | 6"67        |                                          |
| 2011 | Europei under 23  | Ostrava    | 100 m piani | Batteria         | 10"63       |                                          |
| 2011 | Europei under 23  | Ostrava    | 200 m piani | Batteria         | 21"61       |                                          |
| 2011 | Mondiali          | Taegu      | 4×100 m     | Batteria         | dnf         |                                          |
| 2014 | Europei           | Zurigo     | 100 m piani | Semifinale       | 10"38       |                                          |
| 2014 | Europei           | Zurigo     | 4x100 m     | 4º               | 38"56       |                                          |
| 2015 | Europei indoor    | Praga      | 60 m piani  | 5º               | 6"62        |                                          |
| 2015 | World Relays      | Nassau     | 4×100 m     | Batteria         | dnf         |                                          |
| 2015 | World Relays      | Nassau     | 4×200 m     | 7º               | 1'24"37     | Record nazionale                         |
| 2016 | Europei           | Amsterdam  | 4×100 m     | 7º               | 39"11       |                                          |
| 2017 | Europei indoor    | Belgrado   | 60 m piani  | 6º               | 6"70        |                                          |
| 2017 | Universiadi       | Taipei     | 100 m piani | Quarti di finale | 10"71       |                                          |
| 2017 | Universiadi       | Taipei     | 4x100 m     | Finale           | dnf         |                                          |
| 2021 | Europei indoor    | Toruń      | 60 m piani  | Batteria         | 6"73        |                                          |
| 2022 | Europei           | Monaco     | 100 m piani | Semifinale       | 10"23       |                                          |
| 2022 | Europei           | Monaco     | 4×100 m     | 5º               | 38"36       | Record nazionale                         |
| 2023 | Europei indoor    | Istanbul   | 60 m piani  | Semifinale       | 6"64        |                                          |
| 2023 | Mondiali          | Budapest   | 4x100 m     | Batteria         | 38"65       |                                          |
| 2024 | Mondiali indoor   | Glasgow    | 60 m piani  | Semifinale       | 6"62        | Miglior prestazione personale stagionale |
| 2024 | World Relays      | Nassau     | 4×100 m     | Batteria         | 38"55       |                                          |
| 2024 | Europei           | Roma       | 4×100 m     | 5º               | 38"68       |                                          |

## Altre competizioni internazionali
2010
- 5º all'Europeo per nazioni - Second League, ( Belgrado), 100 metri piani - 10"64

- Oro all'Europeo per nazioni - Second League, ( Belgrado), Staffetta 4x100 metri - 39"74